# Yu Dan
Yu Dan (chinesisch 喻丹, Pinyin Yù Dān; * 18. August 1987 in Chengdu) ist eine ehemalige chinesische Sportschützin.

## Erfolge
Yu Dan nahm an den Olympischen Spielen 2012 in London teil, bei denen sie mit dem Luftgewehr antrat. Sie qualifizierte sich als Vierte mit 398 Punkten für das Finale, in dem sie weitere 103,5 Punkte erzielte. Mit insgesamt 501,5 Punkten belegte sie hinter Yi Siling und Sylwia Bogacka den dritten Platz und gewann damit die Bronzemedaille. Bei den Asienspielen 2010 in Guangzhou sicherte sie sich im Mannschaftswettbewerb gemeinsam mit Wu Liuxi und Yi Siling die Goldmedaille. 2009 und 2012 wurde sie mit dem Luftgewehr im Einzel Asienmeisterin.